# Helanthium tenellum
Helanthium tenellum är en svaltingväxtart som först beskrevs av Carl Friedrich Philipp von Martius och Julius Hermann Schultes, och fick sitt nu gällande namn av Jared Gage Smith. Helanthium tenellum ingår i släktet Helanthium och familjen svaltingväxter. Inga underarter finns listade.